# Auguste Guillaume Josse-Beauvoir
Auguste Guillaume Josse-Beauvoir est un homme politique français né le 19 octobre 1771 à Meslay (Loir-et-Cher) et décédé le 15 avril 1853 à Vendôme (Loir-et-Cher).

## Biographie
Auguste Guillaume Josse-Beauvoir est le fils de René Josse, sieur de la Pagerie, inspecteur puis directeur de manufacture de tapisserie à Meslay depuis 1763 (fondée en 1731 par Jean-François de La Porte), et de Blanche Eugénie Boudin. Marié à Mlle Rousseau, fille de Charles Rousseau, conseiller du roi et contrôleur au grenier à sel de la ville de Mer, et d'Angélique Garault de La Vallée, il est le beau-père de Michel Auguste Germain Denesvre de Domecy.
Il fait ses études au collège de Vendôme, où il eut pour condisciple Élie Decazes.
Manufacturier et propriétaire, il devient, en 1801, membre du conseil général de Loir-et-Cher. Il se rallie avec empressement au retour des Bourbons, et est élu, comme royaliste pur, le 22 août 1815, député de Loir-et-Cher, au collège de département. Il vote constamment, dans la Chambre introuvable, avec la majorité, et se fait remarquer comme orateur dans la discussion de la loi contre les cris et écrits séditieux, et dans celle du budget.
Réélu, le 4 octobre 1816, il siège au côté droit, combat le ministère Decazes, parle contre le projet de loi électorale (décembre 1816 et janvier 1817), et fait, à ce propos, une sortie contre les écrivains qui combattaient les ultra-royalistes. Il vote aussi contre la loi sur la presse, l'estimant insuffisante. En 1819, il s'élève contre l'usage des pétitions collectives, et se prononce pour les lois d'exception.
Le 1er octobre 1821, Josse-Beauvoir est réélu député par le 2e arrondissement de Loir-et-Cher (Vendôme). Il appartient inflexiblement à la majorité dévouée à Villèle, et est nommé, le 23 avril 1822, conseiller maître à la Cour des comptes . Il aborde encore plusieurs fois la tribune. « Diplomate clandestin, éloquent sous la cheminée, M. Josse fut regardé par les ministres comme l'homme des missions délicates ; dès lors il a mis autant de soins à se cacher qu'il en avait mis à se montrer lorsqu'il parlait et qu'il votait en député indépendant ». Il « a joué un rôle très important dans l'affaire de l'achat des journaux pour le ministère, dite la caisse d'amortissement de l'esprit public. C'est lui qui a donné une sorte de cachet historique à ce fameux comité de la rue de Tournon, où deux royalistes, deux libéraux et un doctrinaire, tous ministériels, délibéraient et votaient par assis et levé sur la destinée de telle feuille vendue, sur les moyens d'en acheter telle autre. Devant ce tribunal bigarré comparaissaient chaque jour le directeur des Tablettes, le rédacteur en chef du Pilote, le caissier du Drapeau blanc, le procureur fondé de la Gazette, l'Atlas du Journal de Paris, et les embaucheurs encore ignorés des sept douzièmes de la Quotidienne. C'est là que l'on délibérait gravement sur les moyens de faire croire au public qu'un journal tombé dans la caisse était encore indépendant, afin de persuader à des lecteurs simples et crédules que le ministère avait conquis toutes les opinions, puisqu'il trouvait des prôneurs volontaires dans chacune d'elles. Ainsi on faisait jouer l'indépendance à toutes ces feuilles salariées; on leur ordonnait entre elles la petite guerre, espèce d'escroquerie politique, que le génie du ministérialisme venait d'inventer. C'était un fait avéré que M. Josse dirigeait toutes ces manœuvres, muni de la procuration générale de MM. de Villèle, de Corbière, etc ».
Cette insinuation poursuivit Josse-Beauvoir après sa réélection comme député, le 25 février 1824. Les journaux restés indépendants le harcelèrent d'épigrammes ; il s'en émut et répond aux attaques du Constitutionnel et du Courrier français en juin 1824 par une lettre.
La carrière parlementaire de Josse-Beauvoir prend fin aux élections de 1827, étant battu par Crignon-Bonvallet. Il démissionne de la Cour des comptes à la chute de Charles X, refusant de prêter serment à Louis-Philippe. Josse-Beauvoir était officier de la Légion d'honneur et demeurait à Paris, au no 12 de la rue de Tournon.

## Sources
- « Auguste Guillaume Josse-Beauvoir », dans Adolphe Robert et Gaston Cougny, Dictionnaire des parlementaires français, Edgar Bourloton, 1889-1891 [détail de l’édition]